# Dead Space: Downfall
Dead Space: Downfall – amerykański horror animowany będący prequelem wydarzeń z gry komputerowej Dead Space. Akcja dotyczy wypadków, które doprowadziły do opanowania statku kosmicznego USG Ishimura przez obcą formę życia. Film odziedziczył po grze ponury klimat wszechobecnego zagrożenia i przede wszystkim krwawe sceny. Od 25 listopada 2008 roku dostępny jest w Polsce w wersji DVD.

## Obsada (głos)
- Nika Futterman - Alissa Vincent
- Bruce Boxleitner - Colin Barrow
- Keith Szarabajka - Dr. Kyne
- Jim Cummings - Kapitan Mathius, Farum
- Kelly Hu - Shen
- Kevin Michael Richardson - Samuel Irons, Pendleton, górnik
- Jim Piddock - Chic
- Lia Sargent - Jen Barrow
- Hal Sparks - Ramirez
- Jeff Bennet - Leggio, Dobs, Jackson
- Phil Morris - Hansen, Glen
- Grey DeLisle - Heather, Donna Fawkes
- Maurice LaMarche - White, Bavaro
- Bob Neill - Carthusianin

## Opis fabuły
Historia rozpoczyna się na nie w pełni zbadanej planecie, gdzie ekspedycja wysłana z pobliskiej stacji dokonuje niezwykłego odkrycia tzw. Znaku (Symbolu) (ang. Artifact), który przypuszczalnie może pochodzić od samego Boga. Wkrótce na orbicie pojawia się kosmiczny łamacz planet USG Ishimura. Z polecenia kapitana Mathiusa i dr Kyne'a znalezisko zostaje zabrane na pokład. Od tego momentu na Ishimurze wzrasta napięcie pomiędzy członkami załogi. Religijna grupa Unitologów domaga się dostępu do Znaku, który ma być reliktem związanym z ich wierzeniami. Sytuacja zostaje jednak złagodzona przez jednego z górników, mechanika Ironsa.
Tymczasem urywa się kontakt ze stacją planetarną, która zostaje zaatakowana przez obcą formę życia. Naocznym świadkiem rozgrywającego się wokół koszmaru jest jeden z pracowników stacji. Próbuje ratować swoją dziewczynę, ale ta niespodziewanie popełnia samobójstwo. Zabierając jej ciało, pełen determinacji mężczyzna zbiega do wahadłowca i rusza na orbitę.
Nieświadoma rozmiarów zagrożenia Alissa Vincent, szef ochrony Ishimury, stara się uzyskać od kapitana Mathiusa pozwolenie na akcję ratunkową. Dyskusja zostaje jednak przerwana w momencie, gdy pojawia się wahadłowiec ze stacji i nie uzyskując pozwolenia na lądowanie rozbija się w luku Ishimury. Mężczyźnie udaje się przeżyć kraksę, ale zabija go opanowane przez obcych ciało dziewczyny. Vincent wraz ze swoją grupą zostaje wysłana na miejsce zdarzenia, ale znajduje tylko ślady krwi. Rozpoczynają się poszukiwania.
Sytuacja z każdą chwilą staje się coraz bardziej dramatyczna. Obcy wykorzystują ciała członków załogi, żeby się rozprzestrzeniać, co nadaje infekcji zatrważającego tempa. Ponadto przerażającej zmianie ulega zachowanie ludzi. Dochodzi do konfrontacji pomiędzy Mathiusem i doktorem Kyne'em. W jej wyniku kapitan traci życie, a zatrwożony doktor ucieka. Ludzie Vincent staczają pierwszą walkę z obcymi, w trakcie której ginie jeden z członków grupy.
Wkrótce napotykają na swojej drodze więcej mutantów. Okazuje się przy tym, że w starciu z nimi, zwykła broń jest wysoce nieskuteczna. Jednak pojawia się uzbrojony w piłę plazmową Samuel Irons i ratuje sytuację odcinając potworom kończyny. W dalszym etapie przerażającej podróży przez statek, Hanson, jeden z ochroniarzy, który już wcześniej wykazywał objawy postępującego szaleństwa, zabija swą współpracowniczkę Shen. Następnie rzuca się na Vincent, ale zostaje zabity przez Ramireza. Po dotarciu na mostek Vincent, Ramirez i Irons odkrywają, że dr Kyne w wyniku ingerencji w układ grawitacyjny Ishimury, planuje rozbić cały statek o powierzchnię planety. Postanawiają mu w tym przeszkodzić.
Po drodze, dzięki bohaterskiemu poświęceniu Ironsa, udaje im się uratować życie grupy ukrywających się przed obcymi ludzi. Sam Irons zostaje zabity i przemieniony. Następny umiera Ramirez, który próbując kupić nieco czasu dla Vincent, powstrzymuje wrogów przed drzwiami do pomieszczenia kontrolnego, gdzie przebywa Kyne. Doktor jest przekonany, że zniszczenie statku jest jedynym wyjściem. Vincent nie jest w stanie go powstrzymać i Kyne ponownie ucieka.
Zrezygnowana Vincent dociera do ładowni, gdzie znajduje się Znacznik i odkrywa, że obcy nie mogą się do niego zbliżyć. Mimo to, jest zupełnie załamana. Doznaje jednak krótkiej wizji Ramireza, który namawia ją do działania. Korzystając z komputera znajdującego się w chronionej przez Znacznik strefie, zostawia nagranie wideo. Omawia w nim pokrótce wydarzenia z ostatnich kilku godzin i przystępuje do dzieła. Uruchamia procedurę otwarcia luku, a następnie przedziera się przez hordy wrogów do pobliskiego wahadłowca, z którego udaje jej się wystrzelić flarę ratunkową. Razem z nią i kilkunastoma obcymi, Vincent zostaje wyssana w próżnię.
W ostatnich chwilach filmu widzimy dryfujące w przestrzeni ciało Vincent. Do Ishimury zbliża się Kellion - niewielki statek kosmiczny, na którego pokładzie znajduje się grupa ratunkowa. W jej skład wchodzi inżynier Isaac Clarke, bohater gry Dead Space.